# Eduardo Piñero
Juan Eduardo Piñero Vázquez, (nacido el 2 de enero de 1969 en Barcelona, Cataluña) es un exjugador de baloncesto español. Con 1.94 de estatura, su puesto natural en la cancha era el de alero. Entrenador del Junior A del Sitges

## Biografía
Debutó con apenas 17 años en la máxima categoría y fue internacional junior. 
Jugó 197 partidos ACB.

## Trayectoria
- Cosme Toda. (1985-1986)
- Real Club Deportivo Espanyol (1986-1988)
- Granollers Esportiu Bàsquet (1988-1989)
- Club Bàsquet L'Hospitalet (1989-1990)
- Granollers Esportiu Bàsquet (1990-1992)
- Cajabilbao (1992-1994)
- CB Murcia (1994-1996)
- Llobregat Cornellà (1996-1997)
- Club Baloncesto Lucentum Alicante (1996-1997)
- Baloncesto Fuenlabrada (1997-1998)
- CB Ciudad de Huelva (1998-1999)
- C. Atlético Queluz (1999-2000)
- CAB Madeira Funchal (2000-2001)
- CF Belenenses (2001-2002)
- Bàsquet Sitges (2003-Actualidad)